# Clara Kathleen Rogers
Clara Kathleen Rogers   (Cheltenham, 14 de gener de 1844 - Boston, 8 de març de 1931) nascuda Clara Kathlenn Barnett, fou una compositora i cantant d'òpera anglesa.
Resident als Estats Units des de 1871. Va fer els estudis a Berlín i Milà, després d'haver-se graduat en el Conservatori de Leipzig. Debutà en rol d'Isabela de Roberto il diavolo, a Torí. Des de 1902 va pertànyer al Conservatori de Boston.
Cal assenyalar les seves obres:
- The Philosophy of Singing (1893);
- Dreaming True (1899);
- My Voice and I (1910);
- Memories of a Musical Career (1919);
- Your Voice and You (1924);
- Clear Cut Speech in Song (1927).